# 馬飼歌依
馬飼 歌依（うまかいの うたより、生年不明 - 欽明天皇23年（562年6月））は古墳時代（6世紀中期）の豪族。姓は首。

## 記録
『日本書紀』によると、欽明天皇23年（562年）6月、ある人が馬飼首歌依を讒言して、「歌依の妻である逢臣讃岐（おうのおみさぬき）のつかっている鞍の下にかけるおおいに変わったところがあり、よくよく見れば皇后の御鞍である」と言った。そこで歌依を捕まえて、刑吏より厳しい尋問を受けさせた。歌依は冤罪であることを主張し、「もしもそれが事実ならば天災を被るでしょう」と言った。拷問の厳しさに、歌依は地に伏して息をひきとった。
その途端に、大殿で災があり、刑吏は歌依の二人の息子を捕まえて、火中に投じようとして、「自分が投げ入れるのではない、祝の手が投げ入れるのだ」と言った。息子の母親は、懇願して、「子供を火中に入れたらまた天災が起こるでしょう。どうか祝人に従わせて、神奴にして下さい」と言った。神奴とは神社に隷屬する賤民のことである。母親の願いが叶い、許して神奴とした。

## 考証
『隋書』「倭国伝」によると、
とあり、小石を沸湯の中から探り出す以下の文は盟神探湯などの神判法の記述であるが、当時の拷問が残酷であった旨が窺われる内容である。歌依が上記のような厳しい取り調べによって悶死した様が想像できる。
歌依自身は盗みの嫌疑を冤罪と主張し、冤罪であることが事実なら災変が起こると誓約（うけい）をした。そのことからすると、歌依の死自体が、彼の有罪の証である天罰であったのか、その後の宮殿の火事が天災だったのかが問題であり、後者ならば無実であったことになる。あるいは、誓約の実体は、歌依を告訴した男に対する呪詛であったのか、父の拷問死に抗議した息子たちの放火が原因だったのか、と考えることもできる。息子たちを捕縛して、火に投げ入れようとした箇所に、
とあり、分注通りだとすると、真犯人は歌依で、息子達は縁坐刑ととれる。これに対して、飯田武郷の『日本書紀通釈』では、歌依の証言の虚偽を確かめるための神判ではなかったか、としている。白鳥清は息子たちの放火の事実を確かめるためか、あるいは歌依の盗犯の虚実を明らかにするためかのどちらかだとしており、歌依事件には息子らの火中投身も含めて神判の要素が大きいと言える。
また、鞍にまつわる物語は、馬飼集団の職掌を反映したものと思われる。